# NES-FES.
NES-FES.（ネスフェス）は、2019年4月26日よりテレビ熊本（TKU）で放送されている音楽番組。NESMITHの冠番組。

## 概要
熊本出身のEXILE NESMITHがMCを務める熊本発の“音楽フェス”番組。様々なアーティストの新曲ミュージック・ビデオをはじめ、熊本の地元アーティストを応援しながら、最新の音楽情報を発信する。熊本発の”音楽フェス”番組として、スペシャルゲストにはEXILEメンバーをはじめとする様々なアーティストを招待する。

## 放送時間
- 毎月最終金曜日 24:55～25:25 （2019年4月26日 - 2020年3月27日）
- 毎月第2・第4金曜日 24:55～25:25 （2020年4月10日 - ）

## 特別番組
NES-FES.スピンオフ 熊本に歌でエールを！HIGO-UTAプロジェクト～「さるこうよ」誕生までの軌跡～
放送日時（テレビ熊本）：2020年12月30日 14:45～15:40
NES-FES.presents 2023 NEW YEAR FES～熊本アーティストがテレビで里帰り～
放送日時（テレビ熊本）：2023年1月2日 23:50～00:20